# Sulignat
Sulignat is een gemeente in het Franse departement Ain (regio Auvergne-Rhône-Alpes) en telt 485 inwoners (1999). De plaats maakt deel uit van het arrondissement Bourg-en-Bresse.

## Geografie
De oppervlakte van Sulignat bedraagt 10,9 km², de bevolkingsdichtheid is 44,5 inwoners per km².
De onderstaande kaart toont de ligging van Sulignat met de belangrijkste infrastructuur en aangrenzende gemeenten.

## Demografie
Onderstaande figuur toont het verloop van het inwonertal (bron: INSEE-tellingen).
Vanwege een beveiligingsprobleem met de MediaWiki Graph-software is het momenteel niet mogelijk deze grafiek weer te geven. Zodra de software is bijgewerkt zal de grafiek vanzelf weer zichtbaar worden.